# Церіон
Церіон (хорв. Cerion) — населений пункт у Хорватії, в Істрійській жупанії у складі громади Вишнян.

## Населення
Населення за даними перепису 2011 року становило 66 осіб.
Динаміка чисельності населення поселення:

## Клімат
Середня річна температура становить 12,47 °C, середня максимальна – 26,53 °C, а середня мінімальна – -2,26 °C. Середня річна кількість опадів – 1034 мм.
| Клімат поселення                              | Клімат поселення | Клімат поселення | Клімат поселення | Клімат поселення | Клімат поселення | Клімат поселення | Клімат поселення | Клімат поселення | Клімат поселення | Клімат поселення | Клімат поселення | Клімат поселення | Клімат поселення |
| Показник                                      | Січ.             | Лют.             | Бер.             | Квіт.            | Трав.            | Черв.            | Лип.             | Серп.            | Вер.             | Жовт.            | Лист.            | Груд.            |                  |
| Середній максимум, °C                         | 9,38             | 10,20            | 13,15            | 16,79            | 21,86            | 26,02            | 26,53            | 26,01            | 21,38            | 16,70            | 11,67            | 8,60             |                  |
| Середня температура, °C                       | 3,57             | 4,37             | 7,32             | 10,96            | 16,04            | 20,19            | 22,58            | 22,04            | 17,43            | 12,74            | 7,71             | 4,65             |                  |
| Середній мінімум, °C                          | −2,26            | −1,44            | 1,49             | 5,14             | 10,21            | 14,37            | 18,63            | 18,09            | 13,47            | 8,78             | 3,75             | 0,69             |                  |
| Норма опадів, мм                              | 74               | 60               | 73               | 85               | 78               | 90               | 65               | 91               | 94               | 113              | 118              | 93               |                  |
| Середньомісячна швидкість вітру, м/с          | 2.02             | 2.30             | 2.43             | 2.46             | 2.22             | 2.12             | 2.10             | 2.02             | 2.02             | 2.22             | 2.26             | 2.19             |                  |
| Середньомісячна сонячна радіація, кДж/м²·день | 4513             | 7458             | 10757            | 15069            | 19209            | 20949            | 21825            | 18754            | 13964            | 9006             | 4923             | 3793             |                  |
| --------------------------------------------- | ---------------- | ---------------- | ---------------- | ---------------- | ---------------- | ---------------- | ---------------- | ---------------- | ---------------- | ---------------- | ---------------- | ---------------- | ---------------- |
| Джерело:                                      |                  |                  |                  |                  |                  |                  |                  |                  |                  |                  |                  |                  |                  |